# Joseph A. Zasadzinski
Joseph A. Zasadzinski (Estados Unidos, 16 de noviembre de 1958) es un ingeniero químico estadounidense. Se desempeña como profesor de ingeniería química en la Universidad de Minnesota, donde ocupa la Cátedra 3M Harry Heltzer de Ciencia y Tecnología Multidisciplinarias desde 2011.

## Biografía

### Primeros años
Se recibió como ingeniero químico por el Instituto Tecnológico de California (Caltech) en 1980. Obtuvo un doctorado en el mismo campo después de trabajar bajo la supervisión de los profesores Howard Davis y L. E. Scriven. Después de recibir su doctorado, pasó un año como investigador postdoctoral en los Bell Labs.

### Carrera
En 1986, se unió a la facultad de ingeniería química de la Universidad de California en Santa Bárbara. Dejó la UCSB en 2011 para regresar a la Universidad de Minnesota y unirse al cuerpo docente allí. Es miembro del consejo editorial del Biophysical Journal.

### Premios y reconocimientos
Se le otorgó el estatus de miembro de la Sociedad Estadounidense de Física, después de ser nominado por su División de Física Biológica en 2008, por "aplicar principios físicos de autoensamblaje, ensamblaje dirigido y biomimismo para crear estructuras lipídicas bien controladas como vesículas unilamelares y "vesosomas" para aplicaciones biomédicas como vehículos de administración de fármacos dirigidos y tratamientos para enfermedades respiratorias, y para desarrollar nuevas microscopías".
En 1993 fue ganador del Premio Burton, otorgado por la Sociedad Americana de Microscopía. Obtuvo el Premio de la Sociedad Química Americana 2004 en Ciencias de Coloides y Superficies. En 2013 recibió el Premio Avanti en Lípidos otorgado por la Sociedad Biofísica.